# Ann Weiser Cornell
Ann Weiser Cornell, nacida Ann Weiser (Chicago, 6 de octubre de 1949) es una autora estadounidense, educadora y autoridad mundial en Focusing, la técnica psicoterapéutica desarrollada por Eugene Gendlin. Ha escrito varios libros sobre Focusing, incluyendo The Power of Focusing: A Practical Guide to Emotional Self-Healing, The Focusing Student and Companion's Manual y Focusing in Clinical Practice. Cornell lleva enseñado Focusing en todo el mundo desde 1980 y ha desarrollado un sistema y una técnica llamada Focusing de Relaciones Internas (Inner Relationship Focusing en inglés). También fue presidenta de la Asociación de Psicología Humanística.

## Educación y carrera
Ann Weiser Cornell se doctoró en Lingüística en 1975 en la Universidad de Chicago, con una beca Woodrow Wilson de la Fundación Nacional de Ciencias. Más tarde enseñó Lingüística en la Universidad de Purdue de 1975 a 1977.
Cuando todavía era estudiante de posgrado en la Universidad de Chicago, en 1972 conoció al psicólogo Eugene Gendlin y aprendió la técnica psicoterapéutica que él había descubierto y desarrollado, llamada Focusing. Después de dejar su puesto como profesora de lingüística en Purdue, se mudó de regreso a Chicago y volvió a conectar con Eugene Gendlin. En 1980 comenzó a colaborar con él en la enseñanza de sus talleres de Focusing. Utilizando su capacidad para la lingüística, Cornell ayudó a desarrollar el concepto de acompañamiento de Focusing y, a principios de la década de 1980, ofreció los primeros seminarios sobre acompañamiento de Focusing. A principios de la década de 1980, Cornell también se formó y trabajó como psicoterapeuta en el Chicago Counseling Center, un servicio de asesoramiento sin ánimos de lucro que surgió del University Counseling Center que llevaba Carl Rogers en la década de 1950.
En 1983 se mudó a California, donde se centró en formar a personas para que practicaran Focusing, enfocando y acompañando en la práctica del enfoque corporal, en lugar de practicar la psicoterapia tradicional. Comenzó a impartir sus propios talleres de Focusing y también experimentó sobre cómo podía extenderse y refinarse el proceso y la teoría de Focusing. En 1984 estableció el boletín bimensual The Focusing Connection, y en 1985 fundó Focusing Resources, una organización paraguas para ofrecer materiales, apoyo, sesiones y capacitaciones sobre Focusing. A principios de la década de 1990, Cornell escribió y publicó el primero de sus libros de Focusing, The Focusing Student's Manual y The Focusing Guide's Manual, que fueron revisados junto a Barbara McGavin en la década de 2000 y publicados como Manual del estudiante y acompañante de Focusing (2002).
A principios de la década de 1990, Cornell también comenzó a desarrollar y enseñar procesos que enfatizaban la aceptación radical y la tolerancia de todos los aspectos, por negativos que fueran, de la personalidad, y la capacidad de estar presente con cualquier aspecto negativo que surja durante el Focusing, con el fin de conectar con un lugar interno de plenitud. Junto con Barbara McGavin, a quien conoció en 1991, desarrolló esto en un sistema llamado Inner Relationship Focusing. A principios de la década de 2000, Cornell y McGavin también desarrollaron una teoría y un proceso llamado Treasure Maps to the Soul, Mapas del Tesoro hacia el Alma, una aplicación de Focusing a áreas difíciles de la vida, que detallaron en el libro The Radical Acceptance of Everything (2005)( La aceptación radical de todo, ) junto con el Focusing de las Relaciones Internas.

## Libros y formaciones
Los libros de Cornell, incluido el best-seller The Power of Focusing (1996), que amplió y desarrolló aún más los procesos de Focusing originales de Gendlin, The Focusing Student's and Companion's Manual (2002), The Radical Acceptance of Everything (2005) y Focusing in Clinical Practice (2013), se han traducido a varios idiomas. Ha enseñado Focusing en todo el mundo, siendo actualmente una de las principales formadoras de formadores de Focusing. A través de su organización, Focusing Resources, ofrece seminarios a distancia, talleres, sesiones de Focusing, materiales impresos y de audio, incluido The Focusing Teacher's Manual (2008), así como recursos gratuitos sobre Focusing.

## Vida personal
Cornell vive en Berkeley, California. Es pareja del autor e historiador de cine Joseph McBride. Es hermana del científico informático Mark Weiser (1952-1999).